# Prothoe chrysodonia
Prothoe chrysodonia är en fjärilsart som beskrevs av Otto Staudinger 1890. Prothoe chrysodonia ingår i släktet Prothoe och familjen praktfjärilar. Inga underarter finns listade i Catalogue of Life.